# Новоместский уезд

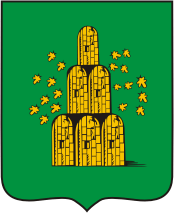
Герб уездного города

Новоме́стский уезд — административно-территориальная единица, учрежденная в 1781 году в составе Новгород-Северского наместничества, с упразднением которого в 1796 году Новоместский уезд вошёл в состав Малороссийской губернии, а с 1802 — Черниговской губернии. Центр — город Новое Место.
Новоместский уезд был сформирован на основе территории Топальской сотни Стародубского полка с частичным изменением её границ.
В 1808 году, при перенесении уездного центра в Новозыбков, уезд был переименован в Новозыбковский, а город Новое Место определён как заштатный.
Ныне основная часть территории Новоместского уезда входит в состав Брянской области.

## Новоместский уезд и Новоместская сотня
В ряде историко-краеведческих трудов встречается ошибочное соотнесение Новоместского уезда с Новоместской сотней Стародубского полка, существовавшей до 1781 года. Однако никаких документальных свидетельств этому не приводится; такое заключение делается авторами лишь из сходства наименований и территориальной близости Новоместской сотни и Новоместского уезда. В действительности же, до 1781 года нынешнее село Новое Место называлось Засу́ха и входило в состав Топальской сотни Стародубского полка. Более правильным следует признать соотнесение Новоместской сотни с позднейшим Суражским уездом.
Правление же Новоместской сотни располагалось в полковом городе Стародубе.